# Hibernian Football Club 2014-2015
Questa voce raccoglie le informazioni riguardanti l'Hibernian Football Club nelle competizioni ufficiali della stagione 2014-2015.

## Stagione
- In Scottish Championship l'Hibernian si classifica al 2º posto (70 punti), tra Hearts e Rangers. Ai play-off promozione viene eliminato in semifinale dai Rangers.
- In Scottish Cup viene eliminato in semifinale dal Falkirk (0-1).
- In Scottish League Cup viene eliminato ai quarti di finale dal Dundee United (3-3 e poi 6-7 ai rigori).

## Maglie e sponsor
| Casa | Trasferta |

## Rosa
| N. |                        | Ruolo | Calciatore            |
| -- | ---------------------- | ----- | --------------------- |
| 1  | Inghilterra (bandiera) | P     | Mark Oxley            |
| 2  | Scozia (bandiera)      | D     | David Gray (capitano) |
| 4  | Scozia (bandiera)      | D     | Paul Hanlon           |
| 5  | Inghilterra (bandiera) | D     | Liam Fontaine         |
| 6  | Scozia (bandiera)      | C     | Jordon Forster        |
| 7  | Scozia (bandiera)      | C     | Alex Harris           |
| 8  | Scozia (bandiera)      | C     | Scott Robertson       |
| 9  | Francia (bandiera)     | A     | Farid El Alagui       |
| 10 | Scozia (bandiera)      | C     | Liam Craig            |
| 11 | Scozia (bandiera)      | C     | Sam Stanton           |
| 14 | Irlanda (bandiera)     | A     | Paul Heffernan        |
| 16 | Scozia (bandiera)      | D     | Lewis Stevenson       |
| 17 | Scozia (bandiera)      | C     | Martin Boyle          |
| 18 | Scozia (bandiera)      | D     | Keith Watson          |

| N. |                           | Ruolo | Calciatore        |
| -- | ------------------------- | ----- | ----------------- |
| 19 | Scozia (bandiera)         | C     | Danny Handling    |
| 20 | Scozia (bandiera)         | C     | Scott Allan       |
| 21 | Scozia (bandiera)         | P     | Alan Combe        |
| 22 | Scozia (bandiera)         | C     | Fraser Fyvie      |
| 23 | Scozia (bandiera)         | C     | Dylan McGeouch    |
| 24 | Rep. del Congo (bandiera) | A     | Dominique Malonga |
| 27 | Scozia (bandiera)         | C     | Lewis Allan       |
| 29 | Costa d'Avorio (bandiera) | A     | Franck Dja Djédjé |
| 30 | Scozia (bandiera)         | C     | Matty Kennedy     |
| 31 | Grecia (bandiera)         | P     | Kleton Perntreou  |
| 35 | Scozia (bandiera)         | A     | Jason Cummings    |
| 39 | Scozia (bandiera)         | C     | Scott Martin      |
| 45 | Scozia (bandiera)         | A     | Conner Duthie     |

## Risultati

### Scottish Championship
| Arbitro: | Bobby Madden |

|                                    |           |                      |
| Farid El Alagui 16’ Mark Oxley 19’ | Marcatori | 60’ Declan Gallagher |

| Arbitro: | Willie Collum |

|                                            |           |                        |
| Sam Nicholson 76’ Prince Buaben 80’ (rig.) | Marcatori | 90'+2’ Farid El Alagui |

| Arbitro: | Crawford Allan |

|  |           |              |
|  | Marcatori | 13’ Rory Loy |

| Arbitro: | Stephen Finnie |

|                                      |           |                    |
| Liam Buchanan 56’ Iain Flannigan 85’ | Marcatori | 15’ Jason Cummings |

| Arbitro: | Dr John McKendrick |

|                                                                       |           |                                    |
| Jordon Forster 26’ Dominique Malonga 78’ (rig.) Jason Cummings 90'+4’ | Marcatori | 50’ Sean Higgins 56’ Jon Robertson |

| Arbitro: | Alan Muir |

|                 |           |  |
| Ian McShane 29’ | Marcatori |  |

| Arbitro: | Calum Murray |

|              |           |                                     |
| Nicky Law ?’ | Marcatori | ?’ David Gray ?’, ?’ Jason Cummings |

| Arbitro: | John Beaton |

|                     |           |                    |
| Scott Robertson 44’ | Marcatori | 68’ Christian Nadé |

| Edimburgo 11 ottobre 2014, ore 16:00 9ª giornata | Hibernian  | 0 – 0 referto | Dumbarton | Easter Road Stadium (7.923 spett.)\| Arbitro: \| Barry Cook \| |
| Arbitro:                                         | Barry Cook |               |           |                                                                |

| Arbitro: | Greg Aitken |

|  |           |                                                                                       |
|  | Marcatori | 31’ Dominique Malonga 53’ Danny Handling 70’ (rig.) Dylan McGeouch 86’ Paul Heffernan |

| Arbitro: | Bobby Madden |

|                       |           |                    |
| Dominique Malonga 44’ | Marcatori | 90'+2’ Alim Öztürk |

| Arbitro: | Craig Charleston |

|                   |           |                                    |
| Jon Robertson 63’ | Marcatori | 25’ Paul Hanlon 41’ Jason Cummings |

| Edimburgo 15 novembre 2014, ore 16:00 13ª giornata | Hibernian      | 0 – 0 referto | Queen of the South | Easter Road Stadium (10.069 spett.)\| Arbitro: \| George Salmond \| |
| Arbitro:                                           | George Salmond |               |                    |                                                                     |

| Arbitro: | Calum Murray |

|                                                 |           | |
| Chris Kane 50’ Andy Graham 61’ Gary Fleming 71’ | Marcatori | 23’ Scott Allan 27’ Dominique Malonga 30’ Paul Hanlon 64’ Dominique Malonga 83’ Sam Stanton 85’ Dominique Malonga |

| Arbitro: | Stephen Finnie |

|                        |           |  |
| David McCracken 90'+1’ | Marcatori |  |

| Arbitro: | Craig Charleston |

|                                          |           |  |
| Danny Handling 28’ Dominique Malonga 73’ | Marcatori |  |

| Arbitro: | Don Robertson |

|                  |           |                                                            |
| Barrie McKay 40’ | Marcatori | 44’ Jason Cummings 78’ Liam Fontaine 81’ Dominique Malonga |

| Arbitro: | Bobby Madden |

|                                                                     |           |  |
| David Gray 8’ Jason Cummings 12’ Scott Robertson 63’ Liam Craig 70’ | Marcatori |  |

| Arbitro: | Steven McLean |

|                  |           |                    |
| Jamie Walker 40’ | Marcatori | 23’ Jason Cummings |

| Arbitro: | Willie Collum |

|                                                             |           |                                                      |
| Jason Cummings 12’ Luke Leahy 39’ (aut.) Jason Cummings 42’ | Marcatori | 18’ John Baird 59’ (aut.) Liam Craig 65’ Peter Grant |

| Arbitro: | Andrew Dallas |

|                                                                                               |           |  |
| Paul Hanlon 9’ Jason Cummings 24’ Scott Robertson 74’ Callum Booth 84’ Lewis Stevenson 90'+1’ | Marcatori |  |

| Arbitro: | Calum Murray |

|  |           |                                               |
|  | Marcatori | 63’ (rig.) Dylan McGeouch 75’ Scott Robertson |

| Arbitro: | Euan Anderson |

|                  |           |                       |
| Martin Boyle 46’ | Marcatori | 90'+1’ Christian Nadé |

| Arbitro: | Steven McLean |

|  |           |                                         |
|  | Marcatori | 19’ Scott Robertson 82’ Lewis Stevenson |

| Arbitro: | Greg Aitken |

|                                                                   |           |  |
| Franck Dja Djédjé 29’ Dominique Malonga 32’ Dominique Malonga 56’ | Marcatori |  |

| Arbitro: | Dr John McKendrick |

|  |           |                 |
|  | Marcatori | 26’ Scott Allan |

| Arbitro: | Stephen Finnie |

|                                          |           |                  |
| Jason Cummings 31’ Franck Dja Djédjé 89’ | Marcatori | 88’ Ibra Sekajja |

| Arbitro: | Euan Anderson |

|  |           |                                     |
|  | Marcatori | 32’ Fraser Fyvie 34’ Jason Cummings |

| Arbitro: | Willie Collum |

|  |           |                                  |
|  | Marcatori | 44’ Lee Wallace 80’ Kenny Miller |

| Arbitro: | Alan Muir |

|                                    |           |                  |
| Mark Stewart 53’ Lewis Vaughan 84’ | Marcatori | 56’ Fraser Fyvie |

| Arbitro: | Calum Murray |

|  |           |                 |
|  | Marcatori | 47’ Mark Durnan |

| Arbitro: | Craig Charleston |

|                     |           |                                    |
| Mitch Megginson 55’ | Marcatori | 42’ Paul Hanlon 66’ Jason Cummings |

| Arbitro: | Kevin Clancy |

|                                           |           |  |
| Jason Cummings 30’ Farid El Alagui 90'+1’ | Marcatori |  |

| Arbitro: | Andrew Dallas |

|                     |           |                                                             |
| Myles Hippolyte 14’ | Marcatori | 8’ Scott Robertson 15’ Jason Cummings 82’ Dominique Malonga |

| Arbitro: | Dr John McKendrick |

|                                                                          |           |                    |
| Martin Boyle 31’ Liam Craig 42’ Jason Cummings 61’ Dominique Malonga 71’ | Marcatori | 63’ Iain Flannigan |

| Arbitro: | Don Robertson |

|  |           |                                                          |
|  | Marcatori | 5’ Martin Boyle 40’ Jason Cummings 77’ Dominique Malonga |

#### Spareggi
| Arbitro: | Calum Murray |

|                                  |           |  |
| Nicky Clark 44’ Kenny Miller 63’ | Marcatori |  |

| Arbitro: | Graham Beaton |

|                       |           |  |
| Jason Cummings 90'+4’ | Marcatori |  |

### Scottish Cup
| Arbitro: | Bobby Madden |

|                    |           |                               |
| Daryll Meggatt 15’ | Marcatori | 28’ Liam Craig 37’ David Gray |

| Arbitro: | Andrew Dallas |

|                                                                 |           |                    |
| Franck Dja Djédjé 42’ Liam Gordon 60’ (aut.) Dylan McGeouch 68’ | Marcatori | 17’ Keiran Stewart |

| Arbitro: | Bobby Madden |

|                                                                          |           |  |
| Jason Cummings 26’ Lewis Stevenson 28’ Sam Stanton 66’ Liam Fontaine 82’ | Marcatori |  |

| Arbitro: | John Beaton |

|  |           |                   |
|  | Marcatori | 75’ Craig Sibbald |

### Scottish League Cup
| Arbitro: | Don Robertson |

|                                                         |           |                                       |
| Farid El Alagui 78’ Farid El Alagui 84’ Sam Stanton 90’ | Marcatori | 52’ Mitch Megginson 59’ Mark Gilhaney |

| Arbitro: | Stephen Finnie |

|  |           |                                             |
|  | Marcatori | 22’ Dominique Malonga 36’ Dominique Malonga |

| Arbitro: | John Beaton |

|                                                            |                       |                                                   |
| Dominique Malonga 17’ Jason Cummings 57’ Matty Kennedy 78’ | Marcatori             | 12’ Chris Erskine 19’ Aidan Connolly 61’ Ryan Dow |
|                                                            | Tiri di rigore 9 – 10 |                                                   |